# Schirilla György (jogász)
Schirilla György (Budapest, 1909. szeptember 2. – ?, 2009. szeptember 18.) ügyvéd, jogász. Schrilla György sportoló édesapja, Ifj. Schrilla György sportoló nagyapja.

## Élete
Román eredetű görög katolikus családból származik, felmenői főként jogászok, katonák, görög katolikus papok. Édesapja Schirilla Achilles (szül. Szolnok, 1872. márc. 6., megh. Eger, 1965. márc. 6.) büntetőbíró, édesanyja Kavalszky Ilona Irén Amália (megh. 1936. nov. 21.) volt. 1927-ben érettségizett, 1932-ben szerzett jogi diplomát a budapesti Pázmány Péter Tudományegyetemen. Az egyetem után tartalékos lovas tüzérfőhadnagy lett, 1944–1945-ben részt vett Budapest védelmében is. 1935. június 18-án Budapesten házasságot kötött Walter Klárával, Walter Vilmos és Sebestyén Magdolna leányával.
Jogászi pályafutását Sándor László ügyvédi irodájában kezdte, majd az Általános Hitelbankhoz került, cégvezető ügyészként. Az 1940-es években főleg a vallási okokból üldözöttek védelmét látta el, majd 1945-től katolikus papokat védett a népbíróság előtt, részt vett mindhárom Mindszenty-perben. 1956 után munkásságát sokáig nem tudta folytatni. Az Obersovszky Gyula, később Francia Kiss Mihály elleni perekben tanúsított gerinces magatartása miatt 1957-ben törölték az ügyvédi kamarából, csak 1990-ben vették vissza.
Már a Rákosi-rendszerben is, így az 1950-es évek végétől az 1980-as évek végéig a Földművelésügyi Minisztérium jogtanácsosa volt. Több könyve is jelent meg. A Földművelésügyi Minisztérium Költségvetési Irodájának jogi tanácsadójaként is dolgozott, valamint a Gödöllői Agrártudományi Egyetemen is tartott előadásokat.
2008-ban Olofsson Placid atyával együtt Mindszenty-emlékéremmel tüntették ki. Ennek átadására december 19-én került sor, Mindszenty József bíboros letartóztatásának 60. évfordulója alkalmából a Terror Házában tartott emlékülés keretében.

## Díjai, elismerései
- Eötvös Károly-díj (1990. október 13.)
- A Magyar Ügyvédi Kamara Ezüstérme (1999. március 1.)
- Mindszenty emlékérem (2008. december 19.)